# Battle Trip
Battle Trip là chương trình truyền hình thực tế Hàn Quốc phát sóng vào tối thứ 7 hằng tuần trên kênh KBS2.

## Nội dung
Là chương trình truyền hình thực tế về du lịch. Các diễn viên khách mời sẽ chọn ngẫu nhiên một địa điểm du lịch trên thế giới, khám phá và trải nghiệm. Sau đó trình chiếu cho khán giả xem, và gợi ý cho họ những địa điểm du lịch kỳ thú.

## Thời gian phát sóng
| Kênh    | Giai đoạn phát sóng               | Thời gian phát sóng               | Thời lượng |
| ------- | --------------------------------- | --------------------------------- | ---------- |
| KBS 2TV | 16 tháng 4 2016 - 27 tháng 5 2017 | Tối thứ 7 hằng tuần 10:40 - 12:00 | 80 phút    |
| KBS 2TV | 3 tháng 6 2017 - nay              | Tối thứ 7 hằng tuần 9:15 - 10:45  | 90 phút    |

## Nghệ sĩ chính
- Lee Hwi Jae: tập 1 - nay
- Kim Suk: tập 1 - nay
- Seong Si Kyeong: tập 1 - nay

### Nghệ sĩ trước đây
- Sani: tập 1 - tập 47

### MC đặc biệt
- Kim Se-jeong (Gugudan): tập 48-49
- Seo Hyo Rim: tập 50-51
- Seo Hye-rin (EXID): tập 54-57
- Yura (Girl's Day): tập 54-57
- Din Din: tập 58-61
- Kim Ji Suk (Rainbow): tập 62-64
- Jung Chae-yeon (Dia):tập 65-67[1]
- Oh Ha-young (Apink): tập 68-69[2]
- Sam Hammington: tập 70-72
- Son Dong-woon (Highlight): tập 73-74

## Danh sách các tập
Đội xanh
     Đội đỏ
| Tập   | Chủ đề                                        | Địa điểm                       | Địa điểm                       | Đội                                                     | Ngân sách  | Người chiến thắng                          | Ghi chú                         |
| ----- | --------------------------------------------- | ------------------------------ | ------------------------------ | ------------------------------------------------------- | ---------- | ------------------------------------------ | ------------------------------- |
| 1     | One day trip you want to leave for now        | Taebaek                        | Taebaek                        | Leeteuk & Henry (Super Junior)                          | 187,400₩   | Đội Seoul                                  |                                 |
| 1     | One day trip you want to leave for now        | Seoul                          | Seoul                          | Sul Min-seok & Yoon Doo-joon (Highlight)                | 82,300₩    | Đội Seoul                                  |                                 |
| 2-3   | 1 night, 2 days trip on lowest budget         | Đảo Jeju                       | Đảo Jeju                       | Lee Jae Hun & Shim Hyung-tak                            | 140,000₩   | Đội Osaka                                  |                                 |
| 2-3   | 1 night, 2 days trip on lowest budget         | Osaka                          | Osaka                          | Hani & Heo Sol-ji (EXID)                                | 180,626₩   | Đội Osaka                                  |                                 |
| 4     | Seoul snack trip                              | Tteok-bokki tour through Seoul | Tteok-bokki tour through Seoul | Jung Eun-ji & Yoon Bomi (Apink)                         |            | Bread Team                                 | Khách mời đặc biệt: I.O.I       |
| 4     | Seoul snack trip                              | Bread tour through Seoul       | Bread tour through Seoul       | Park Ji-yoon & Lee Won-il                               |            | Bread Team                                 | Khách mời đặc biệt: I.O.I       |
| 5-6   | Classics from 80's and 90's                   | Chinese Movies Tour            | Chinese Movies Tour            | Hong Seok-cheon & Bong Man-dae                          | 524,900₩   | Đội Nhật Bản                               |                                 |
| 5-6   | Classics from 80's and 90's                   | Japanese Cartoons Tour         | Japanese Cartoons Tour         | Haha, Hyun Joo-yup & Kim Seung-hyun                     | 233,580₩   | Đội Nhật Bản                               |                                 |
| 7-8   | Just men. Just women. 2 days, 3 nights        | Singapore                      | Singapore                      | Lee Sang-min & Kim Il-jung                              | 415,000₩   | Đội Singapore                              |                                 |
| 7-8   | Just men. Just women. 2 days, 3 nights        | Vladivostok                    | Vladivostok                    | Kim Ok-bin & Kim Hyun-sook                              | 270,000₩   | Đội Singapore                              |                                 |
| 9-10  | A bonus book of travel locations              | Ma Cao                         | Ma Cao                         | Jung Joon-young, Lee Jong-hyun (CNBLUE) & Choi Tae Joon | 383,000₩   | Đội Pattaya                                |                                 |
| 9-10  | A bonus book of travel locations              | Pattaya                        | Pattaya                        | Kim Min-kyo, Im Hyung-joon & Lee Jong-hyuk              | 330,000₩   | Đội Pattaya                                |                                 |
| 11-12 | Overseas trip with a budget of 990,000₩       | Nagasaki                       | Nagasaki                       | Uhm Hyun-kyung & Choi Yoon-young                        | 854,000₩   | Đội Nagasaki                               |                                 |
| 11-12 | Overseas trip with a budget of 990,000₩       | Thượng Hải                     | Thượng Hải                     | Jeon So-mi & Kyulkyung (I.O.I)                          | 625,000₩   | Đội Nagasaki                               |                                 |
| 13    | 1 night, 2 days domestic trip                 | Đảo Gangwon                    | Đảo Gangwon                    | Lee Guk-joo & Ahn Young-mi                              | 578,000₩   | Đội Busan                                  | Thay thế cho San E: Kim Ji-min  |
| 13    | 1 night, 2 days domestic trip                 | Busan                          | Busan                          | Tony An (H.O.T.) & Kim Jae-duck (Sechs Kies)            | 431,500₩   | Đội Busan                                  | Thay thế cho San E: Kim Ji-min  |
| 14-15 | Tourist spot vs Relaxing spot                 | Tokyo                          | Tokyo                          | Defconn & San E                                         | 758,000₩   | Đội Saipan                                 |                                 |
| 14-15 | Tourist spot vs Relaxing spot                 | Saipan                         | Saipan                         | Lee Jae-hoon, Ye Jung-hwa & Muzie                       | 984,000₩   | Đội Saipan                                 |                                 |
| 16    | 1 night, 2 days in Taiwan                     | Đài Loan                       | Đài Loan                       | Kim Jong-min & Ji Sang-ryeol                            | 228,000₩   | Đội BtoB                                   |                                 |
| 16    | 1 night, 2 days in Taiwan                     | Đài Loan                       | Đài Loan                       | Yook Sung-jae, Seo Eunkwang & Im Hyun-sik (BtoB)        | 205,500₩   | Đội BtoB                                   |                                 |
| 17-18 | MC Special: Fall trip abroad                  | Bắc Kinh                       | Bắc Kinh                       | Lee Hwi-jae, Jo Se-ho & Nam Chang-hee                   |            | Đội Tokyo                                  |                                 |
| 17-18 | MC Special: Fall trip abroad                  | Tokyo                          | Tokyo                          | Sung Si-kyung & Moon Chun-sik                           |            | Đội Tokyo                                  |                                 |
| 19-20 | Enjoy the trip like locals                    | Philippines                    | Philippines                    | Sandara Park & Kang Seung-hyun                          | 230,000₩   | Đội Việt Nam                               |                                 |
| 19-20 | Enjoy the trip like locals                    | Việt Nam                       | Việt Nam                       | Kim Tae-hoon & Jo Seung-yeon                            | 199,000₩   | Đội Việt Nam                               |                                 |
| 21    | Unique destination Part 1                     | Busan                          | Busan                          | Seo Kyung-duk & Yoo Jae-hwan                            |            |                                            | Khách mời đặc biệt: Tyler Rasch |
| 22    | Unique destination Part 2                     | Seoul                          | Seoul                          | Sam Hammington & Sam Okyere                             |            |                                            |                                 |
| 23-24 | MC Special: Fall trip in Korea                | Gyeongsang                     | Gyeongsang                     | San E & Hwang Kwang-hee                                 |            | Đội Jeolla                                 |                                 |
| 23-24 | MC Special: Fall trip in Korea                | Jeolla                         | Jeolla                         | Kim Sook & Park So-hyun                                 |            | Đội Jeolla                                 |                                 |
| 25-26 | South vs North region of Thailand             | Krabi                          | Krabi                          | Tony An, Kangta & Lee Jin-ho                            | 250,000₩   | Krabi Team                                 | Khách mời đặc biệt: Kim Min-kyo |
| 25-26 | South vs North region of Thailand             | Chiang Mai                     | Chiang Mai                     | Seo In-young & Lee Ji-hye                               | 260,000₩   | Krabi Team                                 | Khách mời đặc biệt: Kim Min-kyo |
| 27-28 | 2 destinations with 1 plane ticket            | Dubai                          | Dubai                          | Seo Hyo-rim & Lee Chung-ah                              |            | Đội Dubai                                  |                                 |
| 27-28 | 2 destinations with 1 plane ticket            | Luân Đôn                       | Luân Đôn                       | Lee Kyu-han & Kim Ki-bang                               |            | Đội Dubai                                  |                                 |
| 29-30 | 2 destinations with 1 plane ticket            | Nam Ý                          | Nam Ý                          | Seo Hyo-rim & Lee Chung-ah                              |            | Đội Cộng hòa Séc                           |                                 |
| 29-30 | 2 destinations with 1 plane ticket            | Cộng hòa Séc                   | Cộng hòa Séc                   | Lee Kyu-han & Kim Ki-bang                               |            | Đội Cộng hòa Séc                           |                                 |
| 31-32 | Undiscovered destinations                     | Quế Lâm                        | Quế Lâm                        | Park Sung-kwang & Heo Kyung-hwan                        | 310,000₩   | Đội Kagoshima                              |                                 |
| 31-32 | Undiscovered destinations                     | Kagoshima                      | Kagoshima                      | Kim Ji-min & Kim Min-Kyung                              | 438,000₩   | Đội Kagoshima                              |                                 |
| 33-34 | New Year Special: Battle of the Masters       | Philippines                    | Philippines                    | Sandara Park & Kang Seung-hyun                          | 202,400₩   | Đội Bangkok                                | [ 6 ] [ 7 ]                     |
| 33-34 | New Year Special: Battle of the Masters       | Bangkok                        | Bangkok                        | Kim Min-kyo, Han Jung-soo & Im Hyung-joon               | 232,000₩   | Đội Bangkok                                | [ 6 ] [ 7 ]                     |
| 35-36 | Drinking Trip                                 | Shandong                       | Shandong                       | Shindong & Leeteuk (Super Junior)                       | 344,000₩   | Đội Hokkaido                               | [ 8 ] [ 9 ]                     |
| 35-36 | Drinking Trip                                 | Hokkaido                       | Hokkaido                       | Park Na-rae & Jang Do-yeon                              | 592,000₩   | Đội Hokkaido                               | [ 8 ] [ 9 ]                     |
| 37-38 | Real Noodle Road Trip                         | Kagawa Prefecture              | Kagawa Prefecture              | Lee Yong-jin & Yang Se-chan                             | 320,100₩   | Đội Hà Nội                                 | [ 10 ] [ 11 ]                   |
| 37-38 | Real Noodle Road Trip                         | Hà Nội                         | Hà Nội                         | Kim Kwang-kyu & Ok Taec-yeon (2PM)                      | 184,000₩   | Đội Hà Nội                                 | [ 10 ] [ 11 ]                   |
| 39    | Independence Movement Day Special             | Thượng Hải                     | Thượng Hải                     | Seo Kyung-deok, Yoo Jae-hwan & DinDin                   |            |                                            |                                 |
| 40-41 | Overnight trip for office workers             | Daegu                          | Daegu                          | Kim Se-jeong & Kim Na-young (Gugudan)                   | 264,000₩   | Đội Yeosu                                  |                                 |
| 40-41 | Overnight trip for office workers             | Yeosu                          | Yeosu                          | Kim Dae-sung, Oh Nami & Park So-yeong                   | 241,200₩   | Đội Yeosu                                  |                                 |
| 42-45 | Bucket list destinations                      | Canada                         | Canada                         | Lee Ki-woo & Lee Yi-kyung                               |            | Đội Mỹ                                     |                                 |
| 42-45 | Bucket list destinations                      | Mỹ                             | Mỹ                             | Soyou & Dasom (Sistar)                                  |            | Đội Mỹ                                     |                                 |
| 46-47 | One year Anniversary Special                  | Jeju                           | Jeju                           | Lee Hwi-jae, Kim Sook, Sung Si-kyung & San E            |            | Kim Sook                                   | [ 13 ] [ 14 ]                   |
| 48-49 | Destinations not well-known                   | Langkawi                       | Langkawi                       | Han Chae-ah & Ha Jae-sook                               | 656,400₩   | Đội Brunei                                 | [ 15 ]                          |
| 48-49 | Destinations not well-known                   | Brunei                         | Brunei                         | Eddy Kim, Roy Kim & Park Jae-jung                       | 447,000₩   | Đội Brunei                                 | [ 15 ]                          |
| 50-51 | Hồng Kông vs Đài Loan                         | Hồng Kông                      | Hồng Kông                      | Hwangbo & JeA (Brown Eyed Girls)                        | 346,800₩   | Đội Đài Loan                               | [ 16 ] [ 17 ] [ 18 ]            |
| 50-51 | Hồng Kông vs Đài Loan                         | Đài Loan                       | Đài Loan                       | Kim Shin-young & Shindong (Super Junior)                | 316,700₩   | Đội Đài Loan                               | [ 16 ] [ 17 ] [ 18 ]            |
| 52-53 | Youthful Trip                                 | Lào                            | Lào                            | Doojoon & Dongwoon (Highlight)                          | 321,000₩   | Đội Lào                                    |                                 |
| 52-53 | Youthful Trip                                 | Myanmar                        | Myanmar                        | Kim Soo-yong & Park Hwi-soon                            | 306,500₩   | Đội Lào                                    |                                 |
| 54-55 | Educational Trip                              | Bali                           | Bali                           | Hyun Woo & Tim                                          | 492,000₩   | Đội Phuket                                 | [ 19 ]                          |
| 54-55 | Educational Trip                              | Phuket                         | Phuket                         | Hong Seok-cheon & Yoon Park                             | 416,000₩   | Đội Phuket                                 | [ 19 ]                          |
| 56-57 | Trip both parents and children can enjoy      | Okinawa                        | Okinawa                        | Lee Hyun-yi & Kim Na-young                              | 308,000₩   | Đội Đà Nẵng                                | [ 20 ] [ 21 ]                   |
| 56-57 | Trip both parents and children can enjoy      | Đà Nẵng                        | Đà Nẵng                        | Oh Hyun-kyung & Jung Si-ah                              | 248,400₩   | Đội Đà Nẵng                                | [ 20 ] [ 21 ]                   |
| 58-59 | 2 destinations with 1 plane ticket            | Đức                            | Đức                            | K.Will & Lee Hyun                                       | 540,200₩   | Đội Phần Lan                               |                                 |
| 58-59 | 2 destinations with 1 plane ticket            | Phần Lan                       | Phần Lan                       | Kim So-eun & Jo Bo-ah                                   | 548,500₩   | Đội Phần Lan                               |                                 |
| 60-61 | 2 destinations with 1 plane ticket            | Đan Mạch                       | Đan Mạch                       | K.Will & Lee Hyun                                       | 592,500₩   | Đội Đan Mạch                               |                                 |
| 60-61 | 2 destinations with 1 plane ticket            | Hungary                        | Hungary                        | Kim So-eun & Jo Bo-ah                                   | 477,200₩   | Đội Đan Mạch                               |                                 |
| 62    | Swimming holiday                              | Công viên nước                 | Công viên nước                 | Umji, SinB & Yuju (GFriend)                             |            | Đội Thể thao dưới nước                     | [ 23 ]                          |
| 62    | Swimming holiday                              | Thể thao dưới nước             | Thể thao dưới nước             | Seo Eunkwang, Lee Minhyuk & Lee Changsub (BtoB)         |            | Đội Thể thao dưới nước                     | [ 23 ]                          |
| 63-64 | Encore episode of Battle Trip                 | Vladivostok                    | Vladivostok                    | Muzie & Yoo Se-yoon                                     | 248,000₩   | Đội Vladivostok                            | [ 24 ] [ 25 ]                   |
| 63-64 | Encore episode of Battle Trip                 | Hokkaido                       | Hokkaido                       | Lee Guk-joo & Park Na-rae                               | 469,000₩   | Đội Vladivostok                            | [ 24 ] [ 25 ]                   |
| 65-67 | Chuseok Holiday Special: Central America Trip | Cancún                         | Cancún                         | Lee Tae-gon & Kangnam                                   | 1,395,000₩ | Đội Cuba (Vòng 1), Đội Mexico (Vòng 2)     | [ 26 ] [ 27 ]                   |
| 65-67 | Chuseok Holiday Special: Central America Trip | Cuba                           | Cuba                           | Kim Tae-hoon & Lee Won-suk                              | 455,000₩   | Đội Cuba (Vòng 1), Đội Mexico (Vòng 2)     | [ 26 ] [ 27 ]                   |
| 68-69 | World Taste Tour                              | Osaka                          | Osaka                          | Jo Se-ho & Nam Chang-hie                                | 535,100₩   | Đội Osaka                                  | [ 28 ]                          |
| 68-69 | World Taste Tour                              | Singapore                      | Singapore                      | Yoo Min-sang & Moon Se-yoon                             | 452,300₩   | Đội Osaka                                  | [ 28 ]                          |
| 70-72 | Travel to a different city in Australia       | Cairns                         | Cairns                         | Kwon Hyuk-soo & Jinwoon (2AM)                           | 1,021,500₩ | Đội Brisbane (Vòng 1), Đội Cairns (Vòng 2) | [ 29 ] [ 30 ]                   |
| 70-72 | Travel to a different city in Australia       | Brisbane                       | Brisbane                       | Kim Hyoyeon & Sunny (SNSD)                              | 649,000₩   | Đội Brisbane (Vòng 1), Đội Cairns (Vòng 2) | [ 29 ] [ 30 ]                   |
| 73    | A domestic trip to enjoy the fall more        | Gyeongju                       | Gyeongju                       | Sujeong & Yein (Lovelyz)                                | 159,000₩   | Đội Gyeongju                               | [ 31 ]                          |
| 73    | A domestic trip to enjoy the fall more        | Gunsan                         | Gunsan                         | Cheng Xiao & Eunseo (Cosmic Girls)                      | 84,300₩    | Đội Gyeongju                               | [ 31 ]                          |
| 74-75 | Unique places in Hong Kong and Taiwan         | Hồng Kông                      | Hồng Kông                      | Moonbyul & Solar (MAMAMOO)                              | 426,100₩   |                                            | [ 32 ]                          |
| 74-75 | Unique places in Hong Kong and Taiwan         | Đài Loan                       | Đài Loan                       | Chorong & Hayoung (Apink)                               | 348,800₩   |                                            | [ 32 ]                          |
| 76-77 | A unique hot spring trip                      | Fukuoka, Nhật Bản              | Fukuoka, Nhật Bản              | Yang Jung-a & Yoon Hae-young                            | 302,000₩   |                                            |                                 |
| 76-77 | A unique hot spring trip                      | Nha Trang, Việt Nam            | Nha Trang, Việt Nam            | Park Jung-soo & Gong Hyun-joo                           | 225,900₩   |                                            |                                 |

## Danh sách 10 địa điểm được khán giả bình chọn
| Hạng | Địa điểm     | Khách mời                                 | Bình chọn |
| ---- | ------------ | ----------------------------------------- | --------- |
| 1    | Đà Nẵng      | Oh Hyun-kyung & Jung Si-ah                | 99        |
| 2    | Cộng hòa Séc | Lee Kyu-han & Kim Ki-bang                 | 97        |
| 3    | Jeolla       | Kim Sook & Park So-hyun                   | 94        |
| 4    | Busan        | Seo Kyung-duk & Yoo Jae-hwan              | 93        |
| 5    | Seoul        | Sul Min-seok & Yoon Doo-joon (Highlight)  | 92        |
| 5    | Dubai        | Seo Hyo-rim & Lee Chung-ah                | 92        |
| 5    | Thượng Hải   | Seo Kyung-deok, Yoo Jae-hwan & DinDin     | 92        |
| 8    | Hokkaido     | Park Na-rae & Jang Do-yeon                | 90        |
| 8    | Phuket       | Hong Seok-cheon & Yoon Park               | 90        |
| 10   | Bangkok      | Kim Min-kyo, Han Jung-soo & Im Hyung-joon | 89        |

## Giải thưởng và đề cử
| Năm  | Giải thưởng              | Thể loại                        | Người nhận | Kết quả   |
| ---- | ------------------------ | ------------------------------- | ---------- | --------- |
| 2016 | KBS Entertainment Awards | Chương trình Talk Show xuất sắc | Kim Sook   | Đoạt giải |
| 2016 | KBS Entertainment Awards | Talk Show xuất sắc              | San E      | Đề cử     |

## Liên kết
- Website chính thức (tiếng Hàn)
- Battle Trip trên KBS World